# 10055 Silcher
10055 Silcher eller 1987 YC1 är en asteroid i huvudbältet som upptäcktes den 22 december 1987 av den tyske astronomen Freimut Börngen vid Tautenburg-observatoriet. Den är uppkallad efter den tyske tonsättaren Friedrich Silcher.
Asteroiden har en diameter på ungefär 6 kilometer.